# Философская лирика
Философская лирика, также философская поэзия — поэзия, направленная на философское осмысление мира и человека и являющаяся проявлением философских взглядов лирического героя. Характерными чертами философской лирики является художественная установка на познание сущностных проблем бытия, времени и пространства, превалирование логизированных обобщенных образов, медитация как способ лирического осмысления действительности, своеобразие субъектной организации (объективация субъективного), специфическое укрупнение мысли, тяжести художественного времени и художественного пространства до максимального расширения, онтологический конфликт и дуализм мысли и чувства, подведение видовых понятий под родовое, постижения и переживания кардинальных бытийных оппозиций, единство прошлого, настоящего и будущего времен, чувственная конкретизация и образное доказательство определенной мысли или истины, большая роль собственно творческого опыта.
Иногда философскую лирику отождествляют с научной поэзией. Однако научную поэзию следует понимать как отдельный, самостоятельный вид творчества, так как в таких произведениях обычно популяризируют научные достижения, новые открытия, относительно которых делают поэтические размышления. Также научная поэзия определенным образом закована в жесткие рамки тематической классификации, тогда как определение стиха как философского указывает на целый ряд признаков: от особенностей психологического типа художника к масштабности поэтического пространства-времени в произведении.

## История
В процессе своего исторического развития философская лирика потеряла связь с дидактической поэзией, с которой она была связана в античные времена (Гесиод, Ксенофан, Парменид, Эмпедокл, Лукреций), зато преимущество получили параболичность и притчевость высказывания. Генезис и развитие философской поэзии в мировой литературе еще недостаточно исследованы («Веды», древняя японская и китайская поэзия (Ли Бо, Ду Фу), средневековая литература Италии (Ф. Петрарка, Д. Алигьери), немецкая поэзия времен Тридцатилетней войны и др.), однако очевидно, что в разных литературах и в разные эпохи поэзия в определенной части непременно обнаруживает тяготение к философии.
Первым в украинской литературе к философской лирике обращался Григорий Сковорода. В XIX и XX вв. наблюдается новая активизация философской литературы, прежде всего в пределах двух стилевых течений: одна тяготеет к нескрываемой сложности содержания и выражения, подчеркнуто небытовой лексики, сложных композиции и хронотопа (Новалис, У. Уитмен, Р.-М. Рильке, Т. С. Элиот, ранний П. Тычина, Б.-И. Антонич, П. Целан), а вторая ориентирована на подчеркнутую простоту как редуцированную сложность, на прозрачную манеру высказывания (Й. В. фон Гёте, В. Свидзинский, Л. Первомайский, Н. Зеров, поздний Н. Бажан).

## Соотношение философии и философской лирики
В философской лирике ощущаются заостренные вопросы жизненного выбора. Раскрытие идейного замысла в основном базируется на ассоциативном воздействии. Философская поэзия не дает окончательных ответов и формул. Она является воплощением совершенно особого восприятия мира, которые не укладываются в рамки логического осознания познания. Философская поэзия часто выступала как форма неофициальной философии, специфически анализируя проблемы смерти и бессмертия, неповторимости духовного мира. В отличие от философии, философская лирика передает поэтически пережитое миропознание. При всей универсальности философская лирика отражает также и фундаментальные черты национального мировоззрения.
В философской поэзии сталкиваются иррациональность искусства и стремление философски рационализировать мир, тем не менее, большинство исследователей философской лирики отмечают гармоничное сосуществование рационального и эмоционального начала в ней.

## Художественные средства и жанры
Среди художественных средств в стихотворениях философской тематики преобладают яркие метафоры. Часто применяется прием антитезы (к примеру, противопоставления зима — лето, холод — жара, боль — радость). Для целостного восприятия поэзии важен подтекстовый смысл прочтения.
Философская лирика проявляется в различных жанрах (сонеты, рубаи, эссе, своеобразные этюды, гнома, элегия, эклога, эпитафия и т. п).

## Пример философской лирики
Милый друг, иль ты не видишь,
Что все видимое нами —
Только отблеск, только тени
От незримого очами?
Милый друг, иль ты не слышишь,
Что житейский шум трескучий —
Только отклик искаженный
Торжествующих созвучий?
Милый друг, иль ты не чуешь,
Что одно на целом свете —
Только то, что сердце сердцу
Говорит в немом привете?
Вл. С. Соловьёв.
Смело доверься исходу борьбы, сын божества,
с мирным покоем порви, и с собою самим и с наличной Вселенной.
Вперед устремляясь, пытайся стать больше, чем был ты вчера и сегодня.
Лучше, чем век твой, не сможешь ты стать, но в итоге твой век станет лучше.
Фр. Гегель
Люби и не стыдись безумных наслаждений,
Открыто говори, что молишься на зло,
И чудный аромат свирепых преступлений
Вдыхай в себя, пока блаженство не ушло.
Тот не раскается, кто, убоявшись казни,
Таит в себе самом все помыслы свои;
И не спасётся тот, кто из пустой боязни,
Сокрыв грехи свои, увидит свет зари.
Небесная заря повергнет в дебри мрака
Того, кто хочет зло смягчить стыдом одним,
И гуще и грозней скоплённая клоака
Задавит мысль и дух величием своим.
Ницше